# Sorcerer 2014
Sorcerer 2014 is een studioalbum van Tangerine Dream. De band verzorgde in 1977 de filmmuziek bij Sorcerer van William Friedkin. De band had meer dan 90 minuten muziek opgenomen, maar Friedkin gebruikte daar maar een deel van. Dat deel kwam terecht op het bijbehorende album Sorcerer. Aan de hand van de eerste opnames werd in 2014 de complete muziek (her)opgenomen door de band, die inmiddels een geheel nieuwe samenstelling had gekregen. Het album levert een tijdsdocument op. De eerste compact disc bevat grotendeels de “oude” muziek, maar dan gearrangeerd zodat het anno 2014 live uit te voeren was. Veel de van in 1977 gebruikte apparatuur is in 2014 nauwelijks nog voorradig. De muziek is van een meer experimenteel karakter dan de “nieuwe” toegevoegde muziek op tweede cd.  
Het geheel werd gespeeld tijdens een concert in Kopenhagen op 3 april 2014 waarbij de filmregisseur aanwezig was. Het album is daarvoor of daarna live ingespeeld. 
Tangerine Dream - en met name Froese - probeerden met dit album meer te verdienen dan met hun oudere muziek. De winst van hun oude opnames kwam vaker ten gunste van de platenlabels die ze uitbrachtten dan van de artiesten. Sinds Tangerine Dream een eigen platenlabel heeft is het gunstiger een heropname uit te geven dan de oude opnamen heruit te geven.    

## Musici
De hoes vermeldde de bandleden niet, maar uitgegaan kan worden dat een of meer van de volgenden meespeelden:
- Edgar Froese (ooit gitarist) – toetsinstrumenten
- Linda Spa – saxofoon, dwarsfluit, toetsinstrumenten
- Iris Camaa – elektronische slagwerk en percussie
- Thorsten Quaeschning – toetsinstrumenten
- Bernard Biebl – gitaar
- Hoshiko Yamane – cello, viool (elektrisch en akoestisch)

## Muziek
| Nr. | Titel                                                    | Duur |
| --- | -------------------------------------------------------- | ---- |
| 1.  | Search (Edgar Froese, Christopher Franke, Peter Baumann) | 4:17 |
| 2.  | The call (Froese, Franke, Baumann)                       | 4:52 |
| 3.  | Creation (Froese, Franke, Baumann)                       | 8:03 |
| 4.  | Vengeance (Froese, Franke, Baumann)                      | 6:05 |
| 5.  | The journey (Froese, Franke, Baumann)                    | 4:45 |
| 6.  | Grind (Froese, Franke, Baumann)                          | 6:38 |
| 7.  | Abyss (Froese, Franke, Baumann)                          | 7:49 |
| 8.  | Mountain Road (Froese, Franke, Baumann)                  | 5:44 |
| 9.  | Impression of Sorcerer (Froese, Franke, Baumann)         | 6:04 |
| 10. | Sorcerer theme (Froese, Franke, Baumann)                 | 3:49 |

| Nr. | Titel                                   | Duur |
| --- | --------------------------------------- | ---- |
| 1.  | Approaching the danger (Edgar Froese)   | 5:44 |
| 2.  | Servant of misery (Edgar Froese)        | 4:48 |
| 3.  | Rain and thunder (Edgar Froese)         | 7:44 |
| 4.  | In the mist of the night (Edgar Froese) | 5:50 |
| 5.  | Nebulous jungle path (Edgar Froese)     | 7:20 |
| 6.  | Distance and hope (Edgar Froese)        | 7:03 |
| 7.  | Jungle on fire (Edgar Froese)           | 8:32 |
| 8.  | Crash at dawn (Edgar Froese)            | 6:08 |
| 9.  | Fast ride to disaster (Edgar Froese)    | 6:49 |